# Lista dos melhores filmes de todos os tempos segundo a Bravo
A lista dos melhores filmes de todos os tempos segundo a Bravo foi publicada numa edição especial da revista lançada em 2007. Para elaborar sua lista, os colaboradores da Bravo tomaram como base as listas dos melhores filmes de todos os tempos do jornal The New York Times, das revistas Time, Sight & Sound e Cahiers du Cinéma e do American Film Institute. A revista buscou misturar exemplos do erudito e do popular, do sofisticado e do comercial, do inventivo e do eficaz. Cada obra marcou sua época, seja por razões estéticas ou de receptividade do público.

## A lista
| Nº  | Título                                                           | Ano  | Diretor/realizador                      |
| --- | ---------------------------------------------------------------- | ---- | --------------------------------------- |
| 01  | Citizen Kane (en) Cidadão Kane (br)                              | 1941 | Orson Welles                            |
| 02  | O Poderoso Chefão (br) O Padrinho (pt)                           | 1972 | Francis Ford Copola                     |
| 03  | Sindicato de Ladrões (br) Há Lodo no Cais (pt)                   | 1954 | Elia Kazan                              |
| 04  | Um Corpo que Cai (br) A Mulher que Viveu Duas Vezes (pt)         | 1958 | Alfred Hitchcock                        |
| 05  | Casablanca                                                       | 1942 | Michael Curtiz                          |
| 06  | 8½                                                               | 1963 | Federico Fellini                        |
| 07  | Lawrence da Arábia                                               | 1965 | David Lean                              |
| 08  | A Regra do Jogo                                                  | 1939 | Jean Renoir                             |
| 09  | O Encouraçado Potemkin (br) O Couraçado Potemkine (pt)           | 1925 | Serguei Eisenstein                      |
| 10  | Rastros de Ódio (br) A Desaparecida (pt)                         | 1956 | John Ford                               |
| 11  | Cantando na Chuva (br) Serenata à Chuva (pt)                     | 1956 | Stanley Donen e Gene Kelly              |
| 12  | Crepúsculo dos Deuses                                            | 1950 | Billy Wilder                            |
| 13  | Quando duas mulheres pecam (br) A máscara (pt)                   | 1966 | Ingmar Bergman                          |
| 14  | O mensageiro do Diabo (br) A sombra do caçador (pt)              | 1955 | Charles Laughton                        |
| 15  | 2001:Uma Odisséia no espaço (br) 2001: Odisseia no Espaço (pt)   | 1968 | Stanley Kubrick                         |
| 16  | Os Sete Samurais                                                 | 1954 | Akira Kurosawa                          |
| 17  | O Leopardo                                                       | 1963 | Luchino Visconti                        |
| 18  | Taxi Driver                                                      | 1976 | Martin Scorsese                         |
| 19  | Era Uma Vez em Tóquio (br) Viagem a Tóquio (pt)                  | 1953 | Yasujiro Ozu                            |
| 20  | Fitzcarraldo                                                     | 1982 | Werner Herzog                           |
| 21  | Acossado (br) O Acossado (pt)                                    | 1959 | Jean-Luc Godard                         |
| 22  | Uma mulher para dois (br) Jules e Jim (pt)                       | 1962 | François Truffaut                       |
| 23  | O Conformista                                                    | 1970 | Bernardo Bertolucci                     |
| 24  | Em busca do ouro (br) A quimera do ouro (pt)                     | 1925 | Charles Chaplin                         |
| 25  | Metrópolis                                                       | 1926 | Fritz Lang                              |
| 26  | O Sétimo Selo                                                    | 1956 | Ingmar Bergman                          |
| 27  | A Aventura                                                       | 1960 | Michelangelo Antonioni                  |
| 28  | Amarcord                                                         | 1973 | Federico Fellini                        |
| 29  | Viridiana                                                        | 1961 | Luis Buñuel                             |
| 30  | Noivo Neurótico, Noiva Nervosa (br) Annie Hall (pt)              | 1977 | Woody Allen                             |
| 31  | O Nascimento de uma Nação                                        | 1915 | D.W. Griffith                           |
| 32  | Apocalypse Now                                                   | 1979 | Francis Ford Coppola                    |
| 33  | Era Uma Vez no Oeste (br) Aconteceu no Oeste (pt)                | 1968 | Sergio Leone                            |
| 34  | Assim Caminha a Humanidade (br) O Gigante (pt)                   | 1956 | George Stevens                          |
| 35  | Psicose (br) Psico (pt)                                          | 1960 | Alfred Hitchcock                        |
| 36  | A Paixão de Joana d'Arc                                          | 1928 | Carl Theodor Dreyer                     |
| 37  | Touro Indomável (br) Touro Enraivecido (pt)                      | 1980 | Martin Scorsese                         |
| 38  | Olympia (br) Ídolos do estádio - 1ª parte (pt)                   | 1938 | Leni Riefenstahl                        |
| 39  | Relíquia Macabra                                                 | 1941 | John Huston                             |
| 40  | Deus e o Diabo na Terra do Sol                                   | 1964 | Glauber Rocha                           |
| 41  | Dr. Fantástico (br) Dr. Estranho Amor (pt)                       | 1964 | Stanley Kubrick                         |
| 42  | Roma, Cidade Aberta                                              | 1945 | Roberto Rossellini                      |
| 43  | A Doce Vida                                                      | 1960 | Federico Fellini                        |
| 44  | Chinatown                                                        | 1974 | Roman Polanski                          |
| 45  | A felicidade não se compra (br) Do céu caiu uma estrela (pt)     | 1946 | Frank Capra                             |
| 46  | ...E o Vento Levou (br) E Tudo o Vento Levou (pt)                | 1939 | Victor Fleming                          |
| 47  | Tempos Modernos                                                  | 1936 | Charles Chaplin                         |
| 48  | A um passo da eternidade (br) Até à eternidade (pt)              | 1953 | Fred Zinnemann                          |
| 49  | O Sacrifício                                                     | 1986 | Andrei Tarkovsky                        |
| 50  | Laranja Mecânica                                                 | 1971 | Stanley Kubrick                         |
| 51  | A General (br) A glória de Pamplinas (pt)                        | 1927 | Buster Keaton                           |
| 52  | O Homem Elefante                                                 | 1980 | David Lynch                             |
| 53  | O Mágico de Oz (br) O Feiticeiro de Oz (pt)                      | 1939 | Victor Fleming                          |
| 54  | Querelle                                                         | 1982 | Rainer Werner Fassbinder                |
| 55  | A Primeira Noite de um Homem (br) A Primeira Noite (pt)          | 1967 | Mike Nichols                            |
| 56  | Morte em Veneza                                                  | 1971 | Luchino Visconti                        |
| 57  | A Última Sessão de Cinema (br) A Última Sessão (pt)              | 1971 | Peter Bogdanovich                       |
| 58  | Os Bons Companheiros (br) Tudo Bons Rapazes (pt)                 | 1990 | Martin Scorsese                         |
| 59  | Blade Runner, o Caçador de Andróides (br) Perigo Iminente (pt)   | 1982 | Ridley Scott                            |
| 60  | A Malvada (br) Eva (pt)                                          | 1950 | Joseph L. Mankiewicz                    |
| 61  | Nosferatu (br) Nosferatu, o Vampiro (pt)                         | 1922 | F.W. Murnau                             |
| 62  | Último Tango em Paris                                            | 1972 | Bernardo Bertolucci                     |
| 63  | Ladrões de Bicicletas                                            | 1948 | Vittorio De Sica                        |
| 64  | Asas do Desejo                                                   | 1987 | Wim Wenders                             |
| 65  | Pulp Fiction                                                     | 1994 | Quentin Tarantino                       |
| 66  | Repulsa ao Sexo (br) Repulsa (pt)                                | 1965 | Roman Polanski                          |
| 67  | Crimes e Pecados (br) Crimes e Escapadelas (pt)                  | 1989 | Woody Allen                             |
| 68  | Uma Rua Chamada Pecado (br) Um Eléctrico Chamado Desejo          | 1951 | Elia Kazan                              |
| 69  | Butch Cassidy (br) Dois Homens e um Destino (pt)                 | 1969 | George Roy Hill                         |
| 70  | Os Imperdoáveis (br) Imperdoável (pt)                            | 1992 | Clint Eastwood                          |
| 71  | Patton, Rebelde ou Herói? (br) Patton (pt)                       | 1969 | Franklin J. Schaffner                   |
| 72  | Tudo Sobre Minha Mãe                                             | 1999 | Pedro Almodóvar                         |
| 73  | Um Lugar ao Sol                                                  | 1951 | George Stevens                          |
| 74  | Um Estranho no Ninho (br) Voando sobre um Ninho de Cucos (pt)    | 1975 | Milos Forman                            |
| 75  | Amor À Flor da Pele (br) Disponível Para Amar (pt)               | 2000 | Wong Kar-wai                            |
| 76  | Hiroshima, meu amor                                              | 1959 | Alain Resnais                           |
| 77  | Kaos                                                             | 1984 | Irmãos Taviani                          |
| 78  | Brazil - O Filme (br) Brazil - O Outro Lado do Sonho (pt)        | 1985 | Terry Gilliam                           |
| 79  | Quanto mais Quente Melhor                                        | 1956 | Billy Wilder                            |
| 80  | Cidade de Deus                                                   | 2002 | Fernando Meirelles                      |
| 81  | Os Homens Preferem as Loiras                                     | 1953 | Howard Hawks                            |
| 82  | Um Cão Andaluz                                                   | 1928 | Luis Buñuel                             |
| 83  | Los Angeles - Cidade Proibida (br) Los Angeles Confidencial (pt) | 1997 | Curtis Hanson                           |
| 84  | Pixote, a Lei do Mais Fraco                                      | 1981 | Héctor Babenco                          |
| 85  | Ben-Hur                                                          | 1959 | William Wyler                           |
| 86  | Fantasia                                                         | 1940 | Vários                                  |
| 87  | Sem Destino (br) Easy Rider (pt)                                 | 1969 | Dennis Hopper e Peter Fonda             |
| 88  | Dogville                                                         | 2003 | Lars Von Trier                          |
| 89  | O Império dos Sentidos                                           | 1976 | Nagisa Ōshima                           |
| 90  | Um convidado bem trapalhão (br) A festa (pt)                     | 1968 | Blake Edwards                           |
| 91  | A Lista de Schindler                                             | 1993 | Steven Spielberg                        |
| 92  | Guerra nas Estrelas                                              | 1977 | George Lucas                            |
| 93  | La Ciénaga                                                       | 2000 | Lucrecia Martel                         |
| 94  | Cabaret                                                          | 1972 | Bob Fosse                               |
| 95  | Operação França (br) Os Incorruptíveis contra a Droga (pt)       | 1971 | William Friedkin                        |
| 96  | King Kong                                                        | 1933 | Merian C. Cooper e Ernest B. Schoedsack |
| 97  | As Invasões Bárbaras                                             | 2003 | Denys Arcand                            |
| 98  | Fargo                                                            | 1996 | Joel Coen e Ethan Coen                  |
| 99  | M*A*S*H*                                                         | 1970 | Robert Altman                           |
| 100 | Lavoura Arcaica                                                  | 2001 | Luiz Fernando Carvalho                  |

## Referência
- «100 filmes essenciais». São Paulo: Editora Abril. Bravo. ed. especial (02): 10-111. 2007. ISSN 9 789-3614-04430 9 Verifique |issn= (ajuda)